# David Teniers III

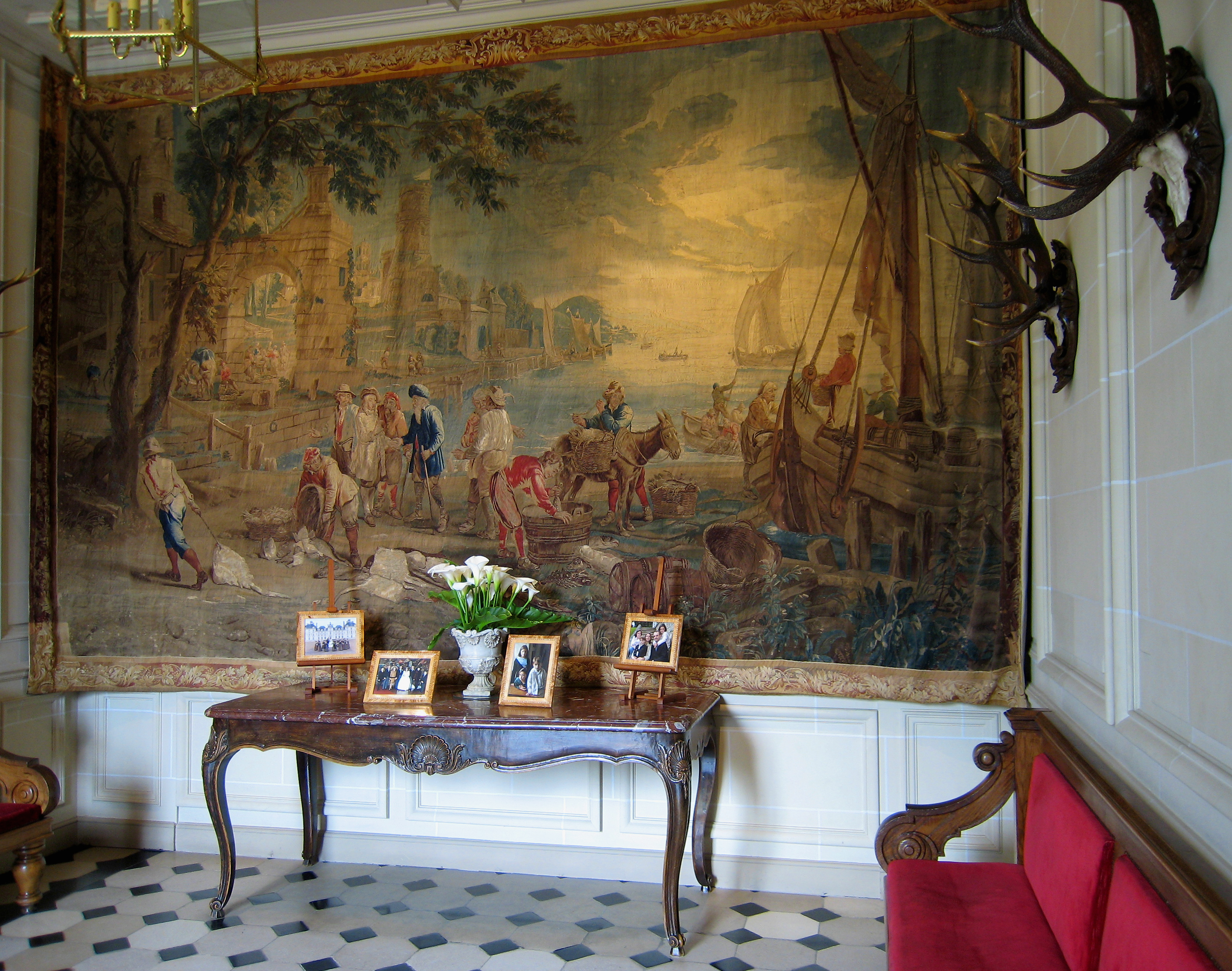
David Teniers III, tapiserie Návrat rybářů (Return of the Fishermen)

David Teniers III (pokřtěn 10. července 1638 Antverpy – 2. října 1685 Brusel) byl vlámský malíř, který se narodil jako syn Davida Tenierse mladšího.
Dne 4. dubna 1671 se David Teniers III oženil s Annou Marií Bonnarens. Měli spolu pět dětí. Jedno z dětí, David Teniers IV (1672–1731), se stal dalším malířem v dynastii Teniers. V roce 1675 se přestěhoval do Bruselu, kde 2. října 1685 zemřel.
David Teniers III maloval ve stylu svého slavnějšího otce.